# Marshall Eriksen
Marshall Eriksen is een personage uit de Amerikaanse tv-serie How I Met Your Mother, bedacht door Carter Bays en Craig Thomas. De rol wordt vertolkt door Jason Segel.

## Biografie
Marshall is een rustige, naïeve optimist uit St. Cloud. In het begin van de serie woont Marshall samen met zijn beste vriend Ted Mosby en Lily Aldrin, zijn vriendinnetje waar hij al jaren een relatie mee heeft. In de eerste aflevering ("Pilot") vraagt hij haar om te trouwen, wat Ted aanzet gaf om ook naar de ware te zoeken.
Marshall is een grote fan van de Minnesota Vikings, dit wordt meerdere keren aangegeven in de serie, vooral in de aflevering "Little Minnesota", waarin Marshall Robin meeneemt naar een bar geëerd aan de ploeg.
Marshall werd geboren in 1978 en is van Scandinavische afkomst. Hij ontmoette Ted en Lily voor het eerst op de Wesleyan universiteit, waar Ted zijn kamergenoot was en Lily een buurmeisje dat op hetzelfde verdieping woonde, wat waarschijnlijk leidde tot hun relatie. Marshall studeerde later af aan de Columbia Law School en tijdens deze periode kreeg hij als bijnam "The Kid". Ondanks zijn lengte van 1.93 m, is hij nog steeds de kleinste man in zijn familie.
Marshall werd advocaat omdat hij het milieu wilde helpen beschermen. Uiteindelijk krijgt hij een baan aangeboden bij een bedrijf waar hij als enige klant een pretpark heeft, waar vele veiligheidswetten worden geschonden. Later gaat hij werken in een team bij Goliath National Bank, waar Barney Stinson, een van zijn vrienden, ook werkt. In seizoen 6 neemt hij ontslag en gaat hij voor de eerste keer in z'n leven werken bij een milieubeschermend bedrijf.

## Huwelijk
Rond het huwelijk van Marshall en Lily wordt er veel getoond in de serie, vooral de vele pogingen. Maar uiteindelijk, op het einde van seizoen 2, nadat ze besloten om weer een relatie te beginnen na een periode van 2 maanden waarin ze elkaar niet zagen, stappen ze alsnog in het huwelijksbootje (wat ze trouwens al letterlijk hebben geprobeerd in Atlantic City met een schipper die betaald wordt om mensen te trouwen).